# Microchera
Genre
Microchera est un genre d'oiseaux de la famille des Trochilidae.

## Liste des espèces
Selon la classification de référence du Congrès ornithologique international (12 avril 2024) (ordre phylogénique) :
- Microchera albocoronata (Lawrence, 1855) – Colibri à coiffe blanche
- Microchera chionura (Gould, 1851) – Colibri elvire
- Microchera cupreiceps (Lawrence, 1866) – Colibri à tête cuivrée

## Classification
Le nom valide complet (avec auteur) de ce taxon est Microchera Gould, 1858.
Microchera a pour synonyme :
- Elvira Mulsant, J.Verreaux & E.Verreaux, 1866